# Liste des objets patrimoniaux culturels à Gorno-Altaïsk
Ce tableau présente la liste exhaustive au 16 décembre 2022 de tous les objets patrimoniaux culturels classés ou identifiés dans la ville de Gorno-Altaïsk, dans la république de l'Altaï, en Russie. 

## Objets patrimoniaux culturels d'importance fédérale
| N° | Image | Nom,                        | Adresse | Importance | Type d'OKN | Membre d'un ensemble | Affiliation générale aux types d'OKN | Date de classement | Numéro d'enregistrement |
| -- | ----- | --------------------------- | --- | ---------- | ---------- | -------------------- | ------------------------------------ | ------------------ | ----------------------- |
| 1. |       | Statue de pierre            | Gorno-Altaïsk, rue Tchoros-Gourkine, bâtiment 46 (fonds du musée national de la république de l'Altaï Anokhinee) | fédérale   | Monument   |                      | Monument archéologique               | 30 août 1960       | 041740777030006         |
| 2. |       | Sculpture en pierre "Kezer" | Gorno-Altaïsk, rue Tchoros-Gourkine, bâtiment 46 (fonds du musée national de la république de l'Altaï Anokhinee) | fédérale   | Monument   |                      | Monument archéologique               | 30 août 1960       | 041640441370006         |
| 3. |       | Site d'Oulala               | Gorno-Altaïsk, périphérie sud-est de la ville, sur la rive gauche de la rivière Oulalinki                        | fédérale   | Monument   |                      | Monument archéologique               | 20 février 1995    | 041540298210006         |

## Objets patrimoniaux culturels d'importance régionale
| N° | Image | Nom,                                           | Adresse                                                                                        | Importance | Type d'OKN | Membre d'un ensemble | Affiliation générale aux types d'OKN | Date de classement | Numéro d'enregistrement |
| -- | ----- | ---------------------------------------------- | ---------------------------------------------------------------------------------------------- | ---------- | ---------- | -------------------- | ------------------------------------ | ------------------ | ----------------------- |
| 1. |       | Bâtiment du musée d'histoire locale            | Gorno-Altaïsk, rue Lénine, 40 (rue socialiste, 23)                                             | régionale  | Monument   |                      | Monument urbanisme et architecture   | Inscription**      | 041410067410005         |
| 2. |       | Bâtiment d'un magasin d'électroménager         | Gorno-Altaïsk, rue socialiste, no 34 (rue Naberejnaïa, 2)                                      | régionale  | Monument   |                      | Monument urbanisme et architecture   | Inscription        | 041410057420005         |
| 3. |       | Mémorial de la Gloire                          | Gorno-Altaïsk, entre l'avenue communiste et la rivière Maïma                                   | régionale  | Monument   |                      | Monument historique                  | Inscription        | 041410057170005         |
| 4. |       | Monument aux combattants du pouvoir soviétique | Gorno-Altaïsk, rue du Théâtre                                                                  | régionale  | Monument   |                      | Monument historique                  | Inscription        | 041410058560005         |
| 5. |       | Monument de Lénine                             | Gorno-Altaïsk, place Lénine, dans la partie ouest du Parc central de la culture et des loisirs | régionale  | Monument   |                      | Monument historique                  | Inscription        | 041410327390005         |
| 6. |       | Monument à Lénine (actuellement disparu)       | Gorno-Altaïsk, quartier médical                                                                | régionale  | Monument   |                      | Monument historique                  | Inscription        | 041710876170005         |
| 7. |       | Monument de Lénine                             | Gorno-Altaïsk, no 199 rue Lénine                                                               | régionale  | Monument   |                      | Monument historique                  | Inscription        | 041410067360005         |

## Objets patrimoniaux culturels identidifés
| N° | Nom                | Adresse                                | Datation                           |
| -- | ------------------ | -------------------------------------- | ---------------------------------- |
| 1  | Botchkarevka, site | Situé dans le quartier de Botchkarevka | Paléolithique – Premier âge du fer |

## Objets patrimoniaux culturels d'importance locale
| Image | Nom, | Adresse                                                                    |
| ----- | --- | -------------------------------------------------------------------------- |
|       | Panneau décoratif « Yrystu et Alionouychka » |                                                                            |
|       | Panneau commémoratif Monument aux victimes des répressions politiques de 1937-1938. |                                                                            |
|       | Complexe commémoratif à la mémoire des employés des organes des affaires intérieures décédés dans l'exercice de leurs fonctions                                                           | Avenue communiste, no 22                                                   |
|       | Monument aux soldats morts en Afghanistan et en Tchétchénie | Avenue communiste, à côté du bâtiment du ministère de la Santé             |
|       | Monument à Grigory Gourkine | Place Tchoros-Gourkine                                                     |
|       | Buste de L.V. Kokycheva | Avenue communiste, 32, près de la Bibliothèque nationale                   |
|       | Buste de N.O. Oulagachev | Intersection de la rue Chaptynov, et de l'avenue communiste                |
|       | Buste d'A.S. Pouchkine | Rue Lenkina, no 1, territoire de l'Université d'État                       |
|       | Monument aux enseignants et diplômés de l'école n°13 non revenus des champs de bataille                                                                                                   | École n°13                                                                 |
|       | Mémorial de la gloire des frontières | Rue B. Golovin,                                                            |
|       | Panneau commémoratif à V.I. Tchaptynov | Intersection de la rue Tchaptynov et de la rue Tchoros-Gourkine            |
|       | Buste de V.F. Marguelova | Complexe commémoratif Parc de la Victoire                                  |
|       | Panneau commémoratif « Marins militaires et marines de la république de l'Altaï » | Complexe commémoratif Parc de la Victoire                                  |
|       | Panneau commémoratif « Avion » en l'honneur de la 2e école des forces aériennes spéciales de Léningrad, évacuée vers la ville de Gorno-Altaisk (OÎort-Toura) pendant les années de guerre | Avenue communiste, no 54                                                   |
|       | Panneau commémoratif « Khatchkar », un symbole d'amitié entre les peuples arménien et russe                                                                                               | Avenue communiste,                                                         |
|       | Buste de Saint-Macaire Nevski | Avenue communiste                                                          |
|       | Plaque commémorative au détachement d'Oussoltsev | Rue Socialiste, no 6                                                       |
|       | Plaque commémorative à V.K. Plakas | Avenue communiste, no 46                                                   |
|       | Plaque commémorative en l'honneur de S.S. Sourazakov | Rue socialiste, no 36                                                      |
|       | Plaque commémorative à L.V. Kokychev | Avenue communiste, no 28                                                   |
|       | Plaque commémorative à I.Z. Choukline | Avenue communiste, no 63, bâtiment scolaire n°6                            |
|       | Plaque commémorative à G.V. Kondakov | Avenue communiste, no 28                                                   |
|       | Plaque commémorative à V.I. Tchaptynov | Rue Palkina, no 11                                                         |
|       | Plaque commémorative à N.N. Sourazakova | Avenue communiste, no 25                                                   |
|       | Plaque commémorative à M.V. Karamaïev | Rue Palkina, no 11                                                         |
|       | Plaque commémorative à F.A. Satlaïev | Avenue communiste, no 23                                                   |
|       | Plaque commémorative à A.A. Vesselev | Rue Golovina, no 6                                                         |
|       | Plaque commémorative à D.M. Tobokov | Rue Socialiste, no 21                                                      |
|       | Plaque commémorative à A.V. Anokhine | Rue Lénine, no 38                                                          |
|       | Plaque commémorative à V.N. Kostine | Avenue communiste, no 47, sur la façade de l'école d'art pour enfants      |
|       | Plaque commémorative à Pavel Himmelbrodski | Avenue communiste, sur la façade du Collège agraire de l'Université d'État |
|       | Plaque commémorative en l'honneur du guerrier internationaliste Vladimir Ouchakov | sur la façade du lycée n°13                                                |
|       | Plaque commémorative à la mémoire du sapeur de reconnaissance Andreï Kachevarov | sur la façade du lycée n°1                                                 |
|       | Plaque commémorative à V. A. Tchekonov | Rue de l'Altaï, no 26                                                      |